# Германн Лінкенбах
Германн Лінкенбах (нім. Hermann Linkenbach, 8 квітня 1889 — 30 червня 1959) — німецький вершник і офіцер, генерал-майор вермахту.
Олімпійський чемпіон 1928 року в командній виїздці.

## Біографія
1 квітня 1909 року вступив в 2-й ганноверський уланський полк №14. Учасник Першої світової війни, офіцер для доручень в штабі свого полку, потім — ад'ютант 199-ї піхотної дивізії, 2-й офіцер (квартирмейстер) Генштабу 27-ї піхотної дивізії і 3-й офіцер (офіцер розвідки) Генштабу 5-го армійського корпусу.
З 1 жовтня 1919 року — командир єгерського ескадрону добровольчого єгерського корпусу «Меркер». З весни 1920 року — командир ескадрону 14-го гірського полку. З 15 грудня 1921 року — інструктор з верхової їзди кавалерійського училища Ганновера. З 1 квітня 1924 року — командир ескадрону 1-го гірського полку. З 1 травня 1926 року — знову інструктор з верхової їзди кавалерійського училища Ганновера. Учасник літніх Олімпійських ігор 1928, посів перше місце в командній і шосте місце в індивідуальній виїздці. З 1 листопада 1930 року служив в штабі 14-го гірського полку.
З 1 липня 1936 року — командир військового окружного ремонтного училища Гросенгайна. З 1 жовтня 1943 року — офіцер з питань верхової їзди та транспорту в штабі групи армій «E». З квітня 1945 року — комендант Трієста. 5 травня 1945 року взятий в полон. 26 червня 1947 року звільнений.

## Звання
- Фанен-юнкер (1 квітня 1909)
- Фенріх (19 листопада 1909)
- Лейтенант (22 серпня 1910)
- Оберлейтенант (25 лютого 1915)
- Ротмістр (27 січня 1918)
- Майор (1 лютого 1931)
- Оберстлейтенант (1 липня 1934)
- Оберст (1 серпня 1936)
- Оберст служби комплектування (1 вересня 1936)
- Генерал-майор (1 серпня 1941)

## Нагороди
- Залізний хрест 2-го і 1-го класу
- Орден Фрідріха (Вюртемберг), лицарський хрест 1-го класу з мечами
- Німецький кінний знак
- Почесний хрест ветерана війни з мечами
- Медаль «За вислугу років у Вермахті» 4-го, 3-го, 2-го і 1-го класу (25 років)
- Хрест Воєнних заслуг 2-го і 1-го класу з мечами
- Орден Корони короля Звоніміра 1-го класу із зіркою і мечами (Незалежна Держава Хорватія)